# フロンティア (映画)
『フロンティア』（Frontière(s)）は、2007年のフランス・スイス合作のスプラッター映画。R-18指定。

## あらすじ
大統領選挙の決選投票に揺れるフランスでは各地で暴動が勃発。そんな中5人の移民家庭出身の若者が混乱に乗じて銀行を襲いオランダに逃亡する計画を立てるが、計画は失敗し仲間の一人は警官に撃たれてしまう。5人の中の唯一の女性ヤスミンは負傷した兄をリーダー格のアレックスと病院に運んだ後に、残りのメンバーと国境付近の宿屋で合流することに。しかし、その宿屋は想像を絶する異常者一家の棲家だった。

## キャスト
| 役名       | 俳優                     | 日本語吹替 |
| ---------- | ------------------------ | ---------- |
| ヤスミン   | カリーナ・テスタ         | 北西純子   |
| ゲッツ     | サミュエル・ル・ビアン   | 江川央生   |
| アレックス | オルレアン・ウィイク     | 小西克幸   |
| ジルベルト | エステル・ルフェビュール | 山像かおり |
| カール     | パトリック・リガルド     | 谷昌樹     |
| トム       | ダヴィッド・サラチーノ   | 稲田徹     |